# ساری‌حمزه‌لی (سیحان)
ساری‌حمزه‌لی (به ترکی استانبولی: Sarıhamzalı) یک منطقهٔ مسکونی در ترکیه است که در سیحان واقع شده‌است.